# Коста-Рика на летних Олимпийских играх 1968
Коста-Рика принимала участие в Летних Олимпийских играх 1968 года в Мехико (Мексика) в третий раз за свою историю, но не завоевала ни одной медали. Сборная страны состояла из 18 спортсменов (17 мужчин, 1 женщина).

## Результаты

### Бокс
| Спортсмен      | Весовая категория | Первый раунд            | Второй раунд              | Четвертьфинал        | Полуфинал            | Финал                |       |
| Спортсмен      | Весовая категория | Соперник Счёт           | Соперник Счёт             | Соперник Счёт        | Соперник Счёт        | Соперник Счёт        | Место |
| -------------- | ----------------- | ----------------------- | ------------------------- | -------------------- | -------------------- | -------------------- | ----- |
| Чарльз Амос    | до 63,5 кг        | BYE                     | Иссака Даборе Нигер П 0-5 | Завершил выступления | Завершил выступления | Завершил выступления | 9     |
| Вальтер Кампос | до 71 кг          | Стивен Тега Кения П 0-5 | Завершил выступления      | Завершил выступления | Завершил выступления | Завершил выступления | 17    |

### Велоспорт
| Спортсмен                                                         | Дисциплина              | Результат        | Место |
| ----------------------------------------------------------------- | ----------------------- | ---------------- | ----- |
| Хосе Санчес                                                       | групповая гонка         | DNF              | DNF   |
| Мигель Анхель Санчес                                              | групповая гонка         | 5:20:59          | 63    |
| Умберто Солано                                                    | групповая гонка         | DNF              | DNF   |
| Хосе Мануэль Сото                                                 | групповая гонка         | DNF              | DNF   |
| Хосе Санчес Мигель Анхель Санчес Умберто Солано Хосе Мануэль Сото | командная гонка, 100 км | 2:36:25 (+28:36) | 27    |

### Лёгкая атлетика
Мужчины
| Спортсмен  | Дисциплина | Первый раунд | Первый раунд | Финал                | Финал                |
| Спортсмен  | Дисциплина | Время        | Место        | Время                | Место                |
| ---------- | ---------- | ------------ | ------------ | -------------------- | -------------------- |
| Хуан Перес | 5000 м     | 15:41.4      | 12           | Завершил выступления | Завершил выступления |
| Хуан Перес | 10 000 м   | н/д          | н/д          | 32:14.6              | 30                   |
| Хуан Перес | марафон    | н/д          | н/д          | DNF                  | DNF                  |

Женщины
| Спортсмен    | Дисциплина     | Первый раунд | Первый раунд | Финал                 | Финал                 |
| Спортсмен    | Дисциплина     | Время        | Место        | Время                 | Место                 |
| ------------ | -------------- | ------------ | ------------ | --------------------- | --------------------- |
| Джин Роботан | 400 м          | 58.25        | 8            | Завершила выступления | Завершила выступления |
| Джин Роботан | прыжки в длину | 4,75         | 24           | Завершила выступления | Завершила выступления |
| Джин Роботан | пятиборье      | н/д          | н/д          | 2909                  | 32                    |

### Плавание
| Спортсмен   | Дисциплина | Квалификация | Квалификация | Полуфинал            | Полуфинал            | Финал                | Финал                |
| Спортсмен   | Дисциплина | Время        | Место        | Время                | Место                | Время                | Место                |
| ----------- | ---------- | ------------ | ------------ | -------------------- | -------------------- | -------------------- | -------------------- |
| Луис Агилар | 100 м в/с  | 1:04.5       | 7            | Завершил выступления | Завершил выступления | Завершил выступления | Завершил выступления |

### Стрельба
| Спортсмен     | Дисциплина                                 | Результат | Результат |
| Спортсмен     | Дисциплина                                 | Очки      | Место     |
| ------------- | ------------------------------------------ | --------- | --------- |
| Антонио Мора  | малокалиберный пистолет, 50 м              | 499       | 67        |
| Родриго Руис  | малокалиберный пистолет, 50 м              | 485       | 68        |
| Уго Чемберлен | малокалиберная винтовка, три позиции, 50 м | 1064      | 57        |
| Уго Чемберлен | малокалиберная винтовка лёжа, 50 м         | 583       | 66        |
| Карлос Пачеко | малокалиберная винтовка лёжа, 50 м         | 587       | 52        |
| Карлос Пачеко | скит                                       | 176       | 42        |
| Родриго Руис  | скит                                       | 75        | 51        |

### Тяжёлая атлетика
| Спортсмен         | Весовая категория | Жим       | Жим   | Рывок     | Рывок | Толчок    | Толчок | Сумма | Место |
| Спортсмен         | Весовая категория | Результат | Место | Результат | Место | Результат | Место  | Сумма | Место |
| ----------------- | ----------------- | --------- | ----- | --------- | ----- | --------- | ------ | ----- | ----- |
| Луис Фонсека      | до 75 кг          | 107,5     | 17    | 97,5      | 18    | 130,0     | 17     | 335,0 | 17    |
| Родольфо Кастильо | до 82,5 кг        | 112,5     | 21    | 105,0     | 21    | 140,0     | 21     | 357,5 | 21    |
| Фернандо Эскивель | до 90 кг          | 120,0     | 26    | 105,0     | 24    | 145,0     | 23     | 370,0 | 23    |